# Бухараев, Галлянур Мустафович
Бухараев, Галлянур Мустафович (Салим Бухаров) (тат. Галлəнур Мустаф улы Бохараев), 1915 -1944г.г. — участник подпольной организации Волжско-татарского легиона «Идель-Урал».

## Биография
Галлянур Бухараев родился в 1915 году в селе Мияки Уфимской губернии. В Казани окончил курсы финансовых работников, после чего работал бухгалтером миякинского Госбанка.
В Красной Армии, куда был призван в 1940 году, окончил полковую школу. Война для Галлянура Бухараева началась в Даугавпилсе, где он служил командиром взвода. Во время боёв попал в окружение и немецкий плен. В плену называл себя Салимом Бухаровым. Под этим именем его и знали в легионе «Идель-Урал». Был командиром взвода 4 роты 827-го батальона. Вступив в подпольную организацию легиона, руководимую Гайнаном Курмашевым и Мусой Джалилем, вёл активную антифашистскую работу в 827-м батальоне, готовил его переход на сторону своих. Связь с руководством подполья поддерживал через Фуата Сайфельмулюкова. Был разоблачён вместе с другими членами подполья, подвергся тяжёлым пыткам и казнён последним из джалильцев 25 августа 1944 в 12 часов 36 минут.
Даже после его ареста немцы не решались использовать части третьего батальона для борьбы с партизанами. Остатки батальона были разоружены и отправлены во Францию, где большинство легионеров ушло в маки.

## Память
Вместе с другими джалильцами был реабилитирован 5 мая 1990 г., когда Указом Президента СССР М. С. Горбачёва «за активную патриотическую деятельность в подпольной антифашистской группе и проявленные при этом стойкость и мужество» курмашевцы были посмертно награждены орденом Отечественной войны I степени.
Имя Салима Бухарова высечено на барельефе рядом с именами других татарских подпольщиков у памятника Мусы Джалилю в Казани.